# Blasius Spreng

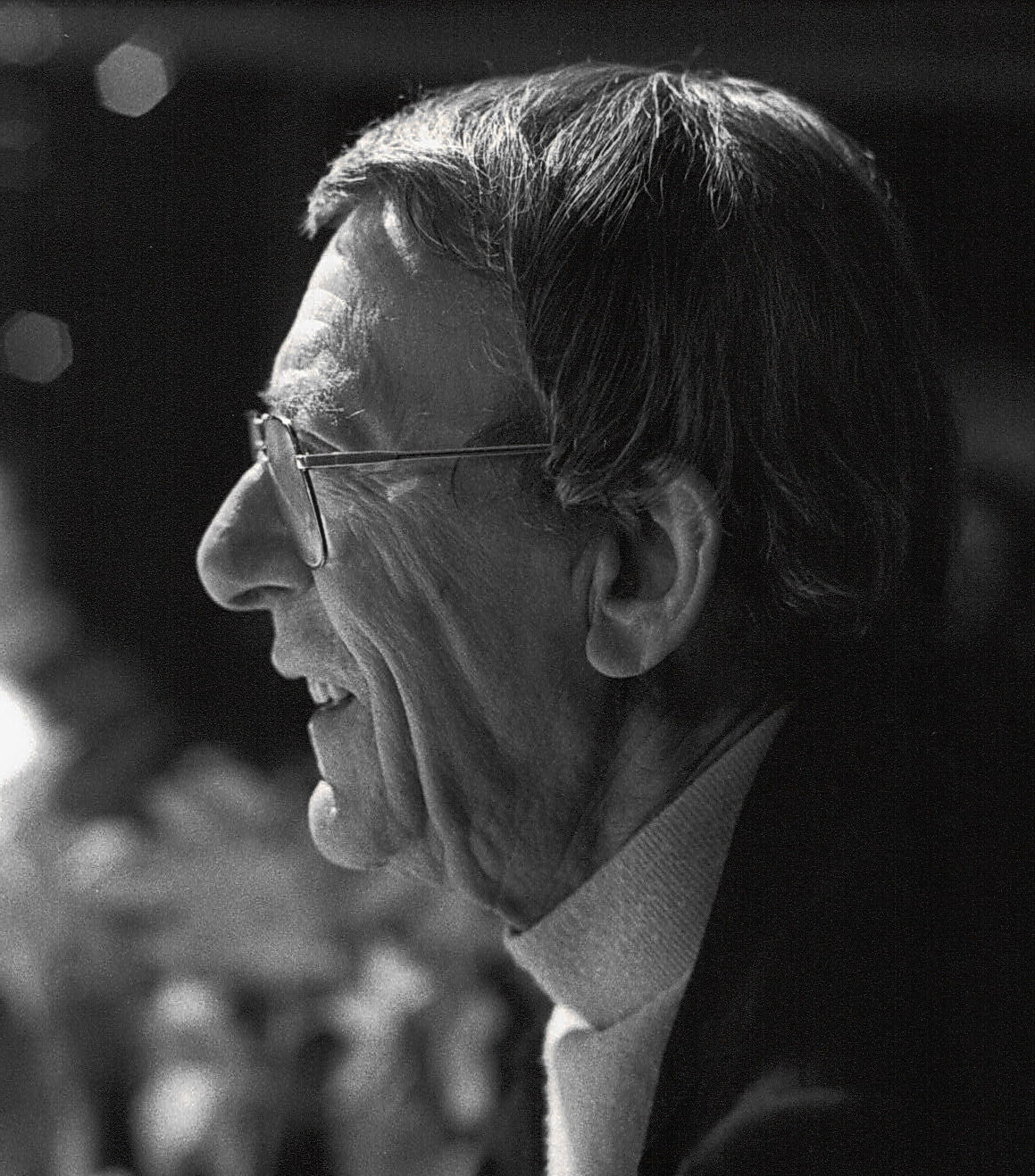
Blasius Spreng (1981)

Blasius Spreng (* 25. Juni 1913 in München; † 10. Februar 1987 ebenda) war ein deutscher freischaffender Maler, Bildhauer, Glasmaler und Mosaizist.

## Leben und Wirken

### Kindheit und Ausbildung
Blasius Spreng wurde 1913 in München als Sohn des Schreiners Martin Spreng und seiner Ehefrau Maria geboren. Schon als kleines Kind wollte er, beim Anblick des restaurierten und damals in der Alten Pinakothek in München ausgestellten Isenheimer Altars, Künstler werden. Im Anschluss an die Volksschule begann Spreng ab 1928 mit der Ausbildung als Goldschmied, Dekorations- und Glasmaler an der Mayer’schen Hofkunstanstalt München. Nach der Lehre studierte er ab 1938 an der Akademie für angewandte Kunst in München bei Richard Klein klassische Malerei. Als dessen Meisterschüler war Spreng in der Radier- und Mosaikwerkstatt der Akademie tätig. Er fühlte sich von Anfang an zur Malerei hingezogen, die auch vor allem seine frühen Arbeiten sichtbar dominierte. Nach der Ausbildung unternahm er zahlreiche Reisen, unter anderem nach Frankreich, Holland oder Italien, bei denen er die Landschaften und Bauten in Aquarellen mit leuchtenden Farben festhielt. Durch ein Stipendium finanziert konnte er auch eine Fahrradreise zur Dokumentation der orientalischen Kunst in den Ländern des Balkan, der Türkei und in Ägypten antreten.

### Die frühen Jahre bis zum Kriegsende
Bis 1940 war er als Zeichenlehrer an der privaten Höheren Lehranstalt Enders und als Fachlehrer für Plakat und Schrift an der Sozialstudentischen Zentrale in München tätig.
Spreng erhielt zwischen 1938 und 1945 einen Lehrauftrag für freie Grafik und Malerei an der „Staatsschule für angewandte Kunst Nürnberg“ bzw. der „Akademie der Bildenden Künste Nürnberg“. Wie bei zahlreichen Künstlern seiner Generation entstanden auch für nationalsozialistische Auftraggeber Arbeiten im vorgeschriebenen Duktus. 1937 steuerte er Zeichnungen für den Ausstellungskatalog „München – Hauptstadt der Bewegung: Zweitausend Jahre deutsche Kultur“ bei. 1941 entwarf er den Titelkarton des Ausstellungskatalogs Großdeutschland und die See (im Deutschen Museum) oder in gleicher Art eine Feldpost-Bildkarte mit dem Titel Ihr für uns – Wir für euch für das Generalkommando, München.
Ab Ende 1941 wurde er als Kriegsmaler zur Organisation Todt eingezogen. An den französischen und norwegischen Küsten zeichnete er unter anderem Baustellen von U-Boot-Bunkern, die später als Radier-Mappen erscheinen sollten. Es folgte die Kriegsgefangenschaft in Russland ab 1945, in der viele persönliche Aufzeichnungen in Skizzenbüchern überliefert wurden. Nach der Rückkehr aus der Gefangenschaft entschloss sich Spreng für das bildnerische Schaffen als freischaffender Künstler.
Seine Vorliebe für Farbe zeigte sich bereits früh bei Portraits von Familienmitgliedern in Übergröße und wies damit auch schon den Weg zur Gestaltung der Wandfläche als integrierter Bestandteil der Architektur.

### Kunstverständnis und „Kunst am Bau“
Die Arbeitsweise Sprengs lässt sich schon auf Grund der Bandbreite der entstandenen Werke in keine der geläufigen Künstlerkategorien einordnen. Seine Werke haben einen völlig eigenständigen Charakter und Ausdruck; sie reichen von figürlichen Darstellungen bis zu abstrakten Kompositionen. Seine unverwechselbare Handschrift war geprägt von einem ausgewogenen Verhältnis zwischen munterer Verspieltheit und Bescheidenheit, aber auch Zurückhaltung. Dadurch wahrte er stets die Einheit von Optik, dekorativem Zweck und Materialgerechtheit. In seiner bis zur Perfektion beherrschten Materialbehandlung, sei es Stein, Holz, Bronze, Beton, textile Gewebe oder Öl- und Aquarellfarben, zeigte sich sein breites Können.
Ein roter Faden in Sprengs Werk sind alte Mal- und Mosaiktechniken – vor allem die Enkaustikmalerei. So schreibt die Süddeutsche Zeitung 1953 zu Sprengs Wandbildern in der Universitätsmensa in München: „[…] es gibt kaum eine Farbe, welche die Dinge so entmaterialisiert wie die Wachsfarbe und schon vom Technischen her die künstlerische Form des Bildes mitgestaltet: durch die makellose Reinheit und das matte Leuchten, das bis zu seidigem Glanz gesteigert werden kann. Mit seiner Leichtigkeit, wie sie nur ein vollendetes Stilgefühl gibt, sind die Motive über dem blauen Grund gleichsam hingespielt und zugleich mit einer Fabulierlust, wie sie seit langem nicht zu sehen war, verwirklicht.“
Freie Skizzen und Aquarelle bildeten die Grundlage für seine Arbeit. Die Umsetzung erfolgte in vielen Fällen mit Modellen im Maßstab 1:50, 1:20, 1:10 und 1:1, die je nach Objektgröße an Ort und Stelle mit Mitarbeitern realisiert wurden. Mit seiner feinfühligen Materialwahl versuchte Spreng, das Konzept der einzelnen Projekte zu steigen. Er selbst verstand sich als Dekorationskünstler. Die Reflexion und Ausdruck der eigenen Findung ganzheitlicher Zusammenhänge führte zu jeweils individuell dem Ort und der Aufgabe angepassten Kunstobjekten. Dabei folgte er den Maximen des Werkstattverbandes der mittelalterlichen Bauhütte, bei der jede künstlerische Aufgabe aus der Eigenart des Materials entwickelt wurde.
Gerade bei den Arbeiten, bei denen Spreng mit der künstlerischen Oberleitung betraut war, glückte das Zusammenspiel von räumlicher Ausgestaltung in gutfundierter Harmonie mit den Formen, die von der strengen Raumordnung der Architektur, vom rhythmischen Spiel der Fassadenelemente, von der Monumentalität der Plastik und von den dekorativen Flächen der Inneneinrichtung gefordert wurden, zu einem optimalen Ganzen.
Sprengs Arbeitsethos war dem ganzheitlichen Ansatz des Weimarer- und Dessauer Bauhauses verpflichtet. Die Kunst am Bau sollte seiner Meinung nach nicht isoliert betrachtet werden. Er versuchte aus der neuen Perspektive der „Moderne“ mit seinen Entwürfen und Ideen, Kunst und Architektur miteinander zu verschmelzen. So verstand er Dekoration und Architektur als eine Einheit mit fließenden Übergängen.
Spreng hatte die Fähigkeit, in die Gedankenwelt der Architekten einzutauchen, skizzierte spontan seine weiterführenden Gedanken und konnte dank seiner Überzeugungskraft Einfluss auf die Architektur nehmen. So gelangen fruchtbare Zusammenarbeiten mit namhaften Architekten bei zahlreichen Bauten vornehmlich in Westdeutschland – alle fast ausschließlich im öffentlichen Raum.
Im Laufe der Jahre hatte sich bei der beachtlichen Anzahl an Projekten Sprengs ein dichtes Netz an spezialisierten Künstlern und Kunsthandwerkern im westdeutschen Raum herausgebildet, die allesamt zu den Besten ihres Faches gehörten. Durch die enge Zusammenarbeit erfuhren sie eine Art „Erziehungs- und Ausführungsgrundlage“, die wiederum für Spreng eine Garantie für Qualität und Leistung darstellte. Daher sah er sich außerstande, die von ihm konzipierten Ausführungen mit ihm unbekannten Firmen umzusetzen.
Viele Entwürfe Sprengs wurden daher von der Mayer’schen Hofkunstanstalt München oder der Firma Zeidler und Wimmel GmbH München, ausgeführt. An mehreren Projekten, zum Beispiel dem Neubau des Kasselers Staatstheaters, waren die Kunsthandwerker Josef und Günter Trautner, Hans Sedlacek, oder die Textilkünstlerin Lotte Hofmann als Mitarbeiter beteiligt. In den späten 60er Jahren kam es auch mehrfach zu einer Zusammenarbeit mit dem Glasgestalter Aloys F. Gangkofner aus München, so zum Beispiel beim Neuen Pfalzbau in Ludwigshafen, dem Parktheater in Bensheim oder bei der Ausstattung der Rheingoldhalle in Mainz.

### Arbeit als freischaffender Künstler

#### Die 50er und 60er Jahre
Der Start in der Nachkriegszeit stand ganz im Zeichen des Wiederaufbaus. So begann die Karriere als freischaffender Künstler für Spreng 1949 zunächst mit Wandgemälden in Öl für das Café Barbarin in München und der Konditorei Wiedemann in Deckendorf und zahlreichen eher kleineren Arbeiten. Schon nach wenigen Jahren seiner Tätigkeit gelang es ihm, sich einen Namen weit über die Grenzen Münchens und Bayern hinaus zu machen. So titelte ein 1954 über Spreng und seine Arbeiten am Domgymnasium in Regensburg erschienener Artikel, er sei „ein Meister der Raumgestaltung“.
Zentrale Werke der Nachkriegsmoderne in Westdeutschland entstanden unter Sprengs Mitarbeit. So übernahm er u. a. beim Bau der Stuttgarter Liederhalle (1949–1956) (Architekten Adolf Abel und Rolf Gutbrod) die künstlerische Gesamtberatung- und gestaltung. Beim Wiederaufbau der kriegszerstörten Wallfahrtskirche Marienmünster in Schwandorf am Kreuzberg (1952–1957) zeichnete Spreng für die gesamte Innenausstattung, darunter die Bodengestaltung in Mosaik aus Naturstein zusammen mit Agnes Auffinger, die Kirchenfenster oder das Deckenfresko verantwortlich. In Würzburg gestaltete er Teile des Neubaus des Regierungspräsidiums Unterfranken (1954–1956) (Architekt Wilhelm Hauenstein). So wurde die Eingangshalle wurde durch Mosaikeinlagen in Böden und Wänden dekoriert, das „Löwenfries“ an der Außenfassade oder der Brunnen in Anlehnung an den des Klosters Monreale in Palermo gestaltet, um ein paar Beispiele zu nennen.
Ab 1957 wurde Spreng als Fachmann beim Neubau des Kasseler Staatstheaters (1954–1959) (Architekten Bode und Brundig, später Brundig und Unger) gewonnen und ihm die Aufgabe für die gesamte künstlerischen Ausgestaltung übertragen.
In der Nachkriegszeit erweiterte Spreng sein künstlerisches Spektrum, welches kaum Grenzen kannte. Neben zahlreichen Wandgestaltungen im Innen- und Außenbereich, schuf er Kirchenfenster, Skulpturen oder Brunnenanlagen mit den unterschiedlichsten Materialien. Auch interessierte sich Spreng weiterhin für die Kultur im nahen Osten und entwarf verschiedene Dekorationen, zum Beispiel für eine Mosche, die aber allesamt nicht zur Ausführung kamen.
Beim Neubau der deutschen Botschaft in Wien (1959–1965) durch Rolf Gutbrod konnte Spreng im Ausland arbeiten und gestaltete u. a. neben einem Bodenmosaik im Innenhof einen quaderförmigen Brunnen und die Freiplastik „Traube“ aus Aluminiumguss an einer 14 Meter hohen Betonsäule.
Ab 1964 starteten die Planungen für ein Kulturzentrum im südhessischen Bensheim durch die Architekten Ernst Brundig und Dieter Unger aus Kassel. Spreng bekam auch hier die künstlerische Gesamtleitung übertragen. Realisiert wurde bis Ende 1968 mit dem Parktheater allerdings nur der erste Bauabschnitt.
In Mainz wurde nach dreijähriger Bauzeit im Januar 1967 ein weiteres Werk Sprengs enthüllt – der Mainzer Fastnachtsbrunnen auf dem Schillerplatz. Der Siegerentwurf eines Wettbewerbs war ein fast neun Meter hohes, turmartiges Gebilde aus Bronze, das mehr als 200 Figuren und Allegorien mit Bezug zur Mainzer Fastnacht darstellt.
Zeitgleich arbeitete Spreng an der Gestaltung des Neuen Pfalzbaus in Ludwigshafen (1960–1968) (Architekten Alfred Koch und Edwin Steinhauer) zusammen mit dem Ludwigshafener Künstler Ernst W. Kunz. Auch hier wurden „die schöpferischen Impulse zu einem Architektur und bildende Kunst integrierenden Gesamtkunstwerk [zusammengefügt], bei dem sich Architektur und bildende Kunst gegenseitig steigern und so jene Poesie entsteht, die das Alltägliche, rational Zweckbedingte überhöht […].“
Neben der künstlerischen Beratung und Ausgestaltung des Baukörpers entstand nach einem Entwurf Sprengs auch die Pfalz-Säule als 21 Meter hoher Obelisk auf dem Vorplatz des Pfalzbaus.
Ab Ende 1965 wird Spreng mit einem weiteren Großprojekt betreut. Bei dem Neubau der Rheingoldhalle Mainz (1965–1968) und dem daran angeschlossenen Hilton-Hotel (Architekt Heinz Laubach) entwarf er die künstlerische Ausgestaltung des Ballsaals, der Portalanlage, des Foyers, des Schmuckvorhangs im großen Saal in Zusammenarbeit mit Lotte Hofmann und der charakteristischen Behandlung der Giebelflächen des Daches über dem großen Saal in Goldmosaik.

#### Die 70er und 80er Jahre
Ab Ende der 1960er Jahre wandelte sich die Architektur hin zu mehr seriell vorgefertigten Bauelementen und das Ende des Wirtschaftswunders veränderte auch die Baulandschaft. Damit wandelte sich auch das Betätigungsfeld Blasius Sprengs. Mit dem Abschluss der Anschlussarbeiten bei der Mainzer Rheingoldhalle Anfang der 1970er Jahre beendete Spreng sein letztes Großprojekt, bei dem er die künstlerische Gesamtgestaltung zu verantworten hatte. Gleichzeitig zwangen ihn aufkommende gesundheitliche Probleme kürzer zu treten.
In der Folgezeit wurde Spreng aber nicht unproduktiver. Bis 1985 stellte er privat diverse Goldschmiedearbeiten her und entwarf zahlreiche Brunnenanlagen und Bronzeplastiken, Mosaikbilder für Wände und Böden oder anders geartete Wandgestaltungen für Bauten im öffentlichen Raum.
Ein Beispiel hierfür ist das Wandrelief in der Eingangshalle des Geologischen Landesamtes Nordrhein-Westfalen in Krefeld, bei dem Spreng einen öffentlichen Wettbewerb 1969/70 für sich entschied. Hier gestaltete Spreng aus Schiefer und Bronze ein Relief in dem Natursteinintarsien „Kristallrose“ eingelassen wurden. „Die Intarsie ist so angeordnet, dass sie das Strahlen des Lichtes sowie das Werden des Körpers deutlich macht, wie auch im geologischen Bereich die Dinge in ständiger Bewegung sich lösen und wieder binden“, so Spreng. Hier zeigt sich auch wieder der ganzheitliche Ansatz Sprengs, der nicht nur die 60 Meter lange Wand im Blick hatte, sondern auch den umgebenden Raum. Ein Brunnen aus Muschelkalk, der den Raum gliedern sollte, wurde allerdings nicht realisiert. Die Kunst sollte vor allem dekorativ wirken und als Selbstverständlichkeit im (beruflichen) Alltag wie im gesellschaftlichen Leben als erstrebenswerter Wert dienen.
Nach der künstlerischen Gestaltung und Beratung beim Neubau der Baden-Württembergischen Bank in Stuttgart (Architekt Rolf Gutbrod) in den Jahren 1967/68 entwarf Spreng in den 70er und 80er-Jahren eine ganze Reihe weiterer Arbeiten für Banken und Versicherungen, so zum Beispiel Dekorationen für die Schalterhallen bei der Stadtsparkasse Kempten (1974), der Kreissparkasse in Planegg (1975), der Landesbank in Hanau (1979), der Deutschen Bank in Ingolstadt (1981) oder für die Bayrische Raiffeisenzentralbank AG in München (1983). Zu erwähnen in diesem Zusammenhang ist auch die Beteiligung bei der Gestaltung des Neubaus der Hauptverwaltung der Sparkassen-Versicherung AG in Stuttgart mit Rolf Gutbrod (1974/75) oder die Gestaltungen für die Arag-Versicherung in München (1985).
Die kirchlichen Aufträge begleiteten Spreng während seiner gesamten Schaffenszeit. Die künstlerisch aufgeschlossenen Karmeliter und Salesianer waren ihm die liebsten Auftraggeber. Vom frühen Fresko „Heiliger Michael“ in der Ortskirche Luthe-Wildenau/Oberpfalz (1952), der Neuinterpretation der Kanzel in der Münchner Frauenkirche (1955), der Neugestaltung der Wallfahrtskirche Marienmünster in Schwandorf in den Jahren 1952–57 und 1982, der Kirchenraumgestaltung der Hauskapelle der Salesianer in Eichstätt/Odenwald (1960), den Arbeiten bei St. Sebastian in Falkenstein/Oberpfalz (1973) bis zum „Europa“-Fenster an der Südseite der Stadtkirche in Friedberg (1983) bilden die kirchlichen Werke einen roten Faden für sein Schaffen als Dekorationskünstler.
Das letzte Werk, das Spreng vor seinem Tode im Februar 1987 zusammen mit Agnes Auffinger fertigstellen konnte, war ein Brunnen in Friedberg im Taunus am Fünf-Finger-Platz. Dieser sollte ein „Denkmal für Lebensbejahung und Heiterkeit“ sein, so Spreng.

### Privates
Spreng war zweimal verheiratet. Aus der ersten Ehe ging eine Tochter, Henrike Caspary geb. Spreng (1942–2023), hervor. In zweiter Ehe war er ab 1952 mit Margarete Lange geb. Fischer, in erster Ehe Spreng (1932–2017) verheiratet. Aus dieser Ehe stammen die Kinder Kornelie Kempter geb. Spreng (* 1954) und Martin Spreng (* 1957).

## Werke von Blasius Spreng
- 1949: München: Café Barberina – Ölbild
- 1949: Deggendorf/Niederbayern: Bar Konditorei Café Wiedemann (Arch. Wunibald Puchner) – Enkaustikmalerei und Vergoldungen
- 1949: Stuttgart: Neue Liederhalle (Arch. Adolf Abel, Rolf Gutbrod) – Künstlerische Gesamtberatung- und Gestaltung: Natursteinarbeiten aus verschiedenfarbigen europäischen Quarzen mit Mosaikeinlagen, Enkaustik, Polymentversilberung; Schmuckvorhang Beethovensaal mit Lotte Hofmann
- 1950:Weiden/Oberpfalz: Augustinus-Gymnasium – Wandbild
- 1952: Oberwildenau/Oberpfalz: St. Michael (Arch. Franz Günthner) – Fresko im Altarraum „Heiliger Michael“
- 1952: Wolfratshausen: Happsche Apotheke – Freskomalerei an der Fassade
- 1952–1957: Schwandorf am Kreuzberg: Wallfahrtskirche Marienmünster – Gesamte Innenausgestaltung: Altar Mosaik aus Naturstein, Glasfenster, Deckenfresko, Plastiken
- 1953: Regensburg: Ostbayrische Technische Hochschule (Arch. Hans Wenz) – Wandgestaltung Festsaal, Enkaustikmalerei
- 1953: Regensburg: Domgymnasium (Arch. Franz Günthner) – Enkaustikmalerei in der Wandel- und Eingangshalle; Altar der Hauskapelle der Domspatzen
- 1953: München: Regierungspräsidium Oberbayern (Arch. Josef Maria Ritz) – Ausgestaltung der Präsidialetage im 6. Stock und des Vorraums des Großen Sitzungssaals: Enkaustikmalerei
- 1954: München: Indanthren-Haus (Arch. Georg Hellmuth Winkler) – Keramikplattenbelag an der Straßenfassade
- 1954: Regensburg: St. Matthäus-Kirche (Arch. Adolf Abel) – Mosaik im Außenbereich, Altarkreuz, Altarbild, Bild auf Liedertafeln, Vorderseite der Kanzel
- 1954: München-Perlach: Kreiskrankenhaus – Wandgestaltung Treppenhaus
- 1954: Landshut: Empfangshalle Bahnhof (Arch. Richard Dorn) – Wandgestaltung mit Klinkerplatten aus Spezialton mit farbigen Zeichnungen und Malereien in Zusammenarbeit mit Prof. Franz Eska
- 1954: Heselbach: St. Barbara – Gestaltung Altarraum und Altar
- 1955: Coburg: Zentraljustizgebäude (Arch. D. Sauer) – Wandgestaltung Haupttreppenhaus; „Grisailledarstellung“ eines Hirten
- 1955: Nürnberg: Veterinärärztliche Untersuchungsanstalt (Arch. Hans Wenz) – Wandgestaltung: Enkaustikmalerei
- 1955: Niederaltaich: Benediktinerabtei – Enkaustikmalerei an Eingangstür zum Reflektorium
- 1955: Rappenbügl/Oberpfalz: St. Josef-Kirche (Arch. Sepp Hannes Glatzl) – Kirchenfenster
- 1955: Osterhofen/Niederbayern: Volksschule (Arch. Hans Wenz) – Eingangsbereich; Wandgestaltung: Enkaustikmalerei
- 1955: Weinheim: Lederfabrik Carl Freudenberg – Glasfenster in Werkskraftwerk
- 1955: München: Liebfrauendom – Gestaltung Bronzeemail-Kanzel
- 1955: Neutraubling/Oberpfalz: Lutherkirche (Arch. Adolf Abel) – Innenraumgestaltung, Altarfenster
- 1956: München: Mensa Universität, Kleiner Saal – Wandgestaltung: „blauer Saal“ Enkaustikmalerei
- 1956: Würzburg: Regierungspräsidium Unterfranken (Arch. Wilhelm Hauenstein) – Gestaltung des Eingangsbereichs, Nordischer Quarrst mit Mosaikeinlagen in Böden und Wänden, Attikafries „Löwenfries“ Außenfassade, Brunnen
- 1956: Burghausen: Neues Krankenhaus (Arch. Rudolf Fröhlich) – Kreuzweg, Sakristeitür, Tafel „Die Speisung der Armen“ in Enkaustikmalerei
- 1956: Nürnberg: Realgymnasium (Arch. Georg Konrad) – Brunnen in Eingangshalle mit Mosaik; Haupttreppenhaus in Enkaustikmalerei
- 1956: München: Herder-Buchhandlung (Arch. Adolf Abel) – Fassadengestaltung in Mosaik
- 1956: Passau: Bischöfliche Residenz – Innenausgestaltung der Hauskapelle „St. Gunther“
- 1957: Nordhorn: Konzerthalle (Arch. Werner Zobel, Günther Buddenhagen) – Fassadengestaltung, nordische Quarzite, Steinmosaiken, weiße Marmorstreifen zur Betonung
- 1957: München: Neue Maxburg (Arch. Sep Ruf, Theo Papst) – Plattenmosaik an der Fassade (Maxburgstraße)
- 1957: Pforzheim: Gaststätte Ketterer „Goldener Adler“ (Arch. Ernst Dobler) – Wandgestaltung: Mosaikfries, Bronzerelief, Speisekarte
- 1957: Augsburg:(ehemaliges) Landratsamt – Gestaltung der Eingangshalle: Natursteinwand mit Bronzeplatten; Mosaikband Außenfassade
- 1957–1959: Kassel: Staatstheater (Arch. Paul Bode, Ernst Brundig) – Künstlerische Gesamtberatung- und Gestaltung: Sämtliche Wand- und Deckenflächen, Böden und Treppen „Blaufalter“, Stützen und Wände „Cristallina“, Außenfassade, Schmuckvorhang mit Lotte Hofmann
- 1958–1963: Heilbronn: Rathaus (Arch. Rudolf Gabel) – Verkleidung Stahlbeton-stützen in Naturstein-mosaik, Mosaikböden im „Schmuckhof“, Quellbrunnen; Skulpturengruppe Amtsschimmel und Allegorien auf Heilbronn als Wein- und Neckarstadt
- 1958: Gemünden: Kirche des Kreuzklosters (Arch. Hans Beckers) – Kirchenfenster im Ovalbau
- 1958: Gießen: Neue Universitätsbibliothek (Arch. Hans Köhler, Rolf Himmelreich, Gunter Schimmel) – Außenfassadengestaltung mit Sgraffito in Tonplatten, Innenhof mit Mosaikbändern
- 1959–1960: Eichstätt im Rosental/Odw.: Hauskapelle der Salesianer (Arch. Hans Starr) – Gestaltung des Kirchenraums: Altarwand, Beichtstühle, Türen, Kreuzweg, Darstellung Dees Erzengels Michael an der Rückseite der Kapelle, Altarkreuz, Bronze-Marienstatue, Weihwasserbecken, Glasfenster, Mosaik Außenfassade
- 1960: Frankfurt-Höchst: Farbwerke (Arch. Hans Köhler) – 500 m² großes Fassadenglasmosaik
- 1960: Mannheim: Paul-Gerhardt-Kirche (Arch. Gerhard Schlegel, Reinhold Kargel) – Außenwand im Innenhof mit Schieferrelief
- 1960: Schirmitz/Oberpfalz: Pfarrkirche Maria Königin (Arch. Heinz Meckler) – Rosenkranz auf Glasfenster
- 1961: Mannheim: Rathaus (Erweiterung) – Plastik „Amtsschimmel“ aus Bronze
- 1961: Frankfurt/M: Luftfahrt Reisebüro Iberia (Arch. Alfred Schild) – Innengestaltung: Mosaik, Intarsien, Marmor; Gestaltung des Türdrückers
- 1961: München: Künstlerhaus – Wandgestaltung „Grüner Saal“ im Zwischengeschoss
- 1961: Köln-Longerich: St.Bernhard (Arch. Fritz Lill) – Gestaltung des runden Altarkreuzes in Bronze
- 1961–1962: Weinheim: Sportstätte mit Hallenbad (Arch. Adolf Abel, Fritz Rickerl und Werner Wolff) – Gesamte künstlerische Ausgestaltung: Mosaikwände- und böden in der Schwimmhalle, Keramische Brüstungselemente an der Fassade
- 1962: Dillingen/Saar: Stadthalle (Arch. Kurt Baldauf, Klaus Hoffmann, Erwin Klein) – Wandgestaltung Stirnwand im Foyer: Enkaustikmalerei
- 1962: München: Tierärztliche Fakultät, Universität München – Wandgestaltung mit Bronzetafeln
- 1962: Gießen: St. Petrus-Kirche (Arch. Alfred Schild) – Gestaltung der Glasfenster (Fensterband), Eingangsportal; Emporen-Brüstung mit farblich belegtem Holz, Gestaltung der Taufwasserwand u. a.
- 1962: Altötting: Landratsamt – Mosaikfußboden
- 1962: Bensberg: Vincenz-Pallotti-Krankenhaus (Arch. Peter Poelzig) – Kapelle: Tabernakel, Kreuzweg (Bronze); Altarkreuz, Eingang Pallottinerinnen als Bronzeplastik
- 1962: Weinheim: Vogeltränke – Brunnen aus Mosaik
- 1962: Frankfurt-Höchst: Jahrhunderthalle (Arch. Friedrich Wilhelm Kraemer, Ernst Sieverts) – Wandgestaltung im Eingangsbereich: 12 Meter lange Betonreliefwände mit Glasmosaik, Plastik aus Bronze
- 1962–1965: Wien: Deutsche Botschaft (Arch. Rolf Gutbrod) – Künstlerische Beratung und Gestaltung: Bodenmosaik, Quellstein und Freiplastik „Traube“ aus Aluminiumguss an 14 Meter hoher Betonsäule, Steinteppiche in schwarzem Quarrst, Gitter mit Aluminiumschildern
- 1963: Frankfurt/M: TAP Portugiesische Luftfahrtgesellschaft – Wandgestaltung: „Delphine“ in Mosaik
- 1964: Fürstenfeldbruck: Bayrische Polizeischule – Brunnen im Innenhof; Intasien-Uhr in Steinen
- 1964: Kaufbeuren: Kreiskrankenhaus (Arch. Wilhelm Hauenstein) – Holzintarsien
- 1964: München: Iduna-Versicherung (Arch. Paul Stohrer) – Kristalline Plastik: Brunnen im Innenhof aus Bronze
- 1964–1967: Mainz: Fastnachtsbrunnen (Narrenturm) (Arch. Helmut Gräf) – Entwurf und Gestaltung: Über 200 Figuren und Allegorien aus Bronze zur Mainzer Fastnacht
- 1964–1968: Bensheim/Bergstraße: Kulturzentrum Parktheater und Bürgerhaus (Arch. Ernst Brundig, Dieter Unger) – Künstlerische Gesamtberatung- und Gestaltung: Entwürfe für Gesamtgestaltung mit Serenadenhof als Kulturzentrum; Außenfassade mit Betonrelief und Glasmosaik, Wandgestaltung in Enkaustik (Foyer und Saal), Polimentversilberung bei Rangbrüstungen, Wand- und Deckenpartien.
- 1965–1968: Mainz: Rheingoldhalle (Arch. Heinz Laubach) – Künstlerische Gesamtberatung- und Gestaltung: Stirnwände im Foyer: Aquarell-Tempera mit Damarharz auf Papier auf Holztafeln kaschiert; Wandscheiben der beiden Treppen zur Empore mit Mosaik; Gestaltung des Bühnenvorhangs mit Lotte Hofmann; Vergoldung/Glasmosaik der Dreiecksfelder am Dachfaltwerk; Enkaustik Rückwand des großen Saals und Foyers; Gestaltung der Türen am Eingangsportal
- 1965–1968: Ludwigshafen: Neuer Pfalzbau (Arch. Alfred Koch, Edwin Steinhauer) – Künstlerische Gesamtberatung- und Gestaltung: Rückwand des Zuschauerhauses Theater zu den Foyergeschossen aus Naturstein-Mosaik, Versilberung Wandscheibe im Konzertsaal-Foyer, Deckenbänder in den Rauch-Foyers Theater; Wandverkleidung in schwarzem Quarzit mit Intarsienarbeiten und Versilberung Treppenhaus-wand; Wandgestaltung in Enkaustik und Poliment-versilberung bei Theatersaal und Eingangstüren Konzertsaal; Glasmalerei-Fenster im Künstlerkeller, Schmuckvorhang Theater zusammen mit Lotte Hofmann
- 1966: Hanau: Stadthalle/Bürgerhaus (Arch. Ernst Brundig, Dieter Unger) – Wand- und Innenraumgestaltung großer Saal: Enkaustik und Polimentversilberung bei der Rangbrüstung und über den Fenstern
- 1966: Einartshausen/Vogelsberg: Dorfbrunnen – Dorfbrunnenanlage mit kleiner Plastik
- 1966: Worms: Städtisches Spiel- und Festhaus (Arch. Peter Höbel, Heinz-Conrad Brinkmann) – Gestaltung Erdgeschoss-Foyer: Steinfußboden mit Mosaikeinlagen
- 1967: Frankfurt/M: Kanada Airlines, Flugbüro – Wandgestaltung: Harz-Öl-Malerei auf Leinwand
- 1967: Hilders-Batten: Dorfbrunnen – Dorfbrunnenanlage mit kleiner Plastik
- 1967: Frohnhausen bei Battenberg (Eder): Dorfbrunnen – Dorfbrunnenanlage mit kleiner Plastik
- 1967: Ansbach: Gymnasium Carolinum – Eingangshofgestaltung und Brunnen
- 1967: Mainz: Fastnachsorden des Jahres 1967 – Bronzefigur: Mainzer Narr
- 1967–1968: Stuttgart: Baden-Württembergische Bank (Arch. Rolf Gutbrod) – Künstlerische Beratung und Gestaltung: Schalterhalle: Deckenfries in Polimentversilberung, Entwurf Leuchtenbaum; Ölbild Paradiesgarten, Bronzeplastik
- 1968: Ludwigshafen: Pfalz-Säule – 21 Meter hoher Obelisk: Grundfläche 1 × 1 m, oberer Kubus 2 × 2 m, Gusselemente aus Aluminium
- 1968: Mainz: Hotel Hilton (Arch. Heinz Laubach) – Künstlerische Gestaltung des Ballsaals: Vergoldung verschiedener Wandscheiben in französischer Polymentvergoldung (glanz und matt)
- 1968: Fockenfeld bei Waldsassen: Spätberufenen Kloster St. Joseph (Arch. Hans Starr) – Gestaltung der Kapelle: Kirchenfenster und Altargestaltung
- 1968: München: Erweiterung Statistisches Landesamt – Gestaltung Eingangshalle mit Wandbild auf Eisentafeln „Christliche Heilsgeschichte und erste Volkszählung unter Kaiser Augustus“
- 1968: Wunnenstein: Autobahnraststätte (Arch. Ernst Dobler) – Gestaltung Eingangsbereich
- 1969–1971: Eichenzell: Bürgerhaus Schlösschen (Kultursaal) (Arch. Waldemar Schneider) – Künstlerische Beratung; Gestaltung Bürgerhausbrunnen und Gestaltung Glasfenster
- 1969–1970: Krefeld: Geologisches Landesamt NRW – Wandrelief Eingangshalle aus Schiefer und Bronze, Natursteinintarsien „Kristallrose“
- 1969–1971: Mainz: Rheingoldhalle (Arch. Heinrich Keilholz) – Umgestaltung der Rheingoldhalle zur Verbesserung der Hörsamkeit und der Innenarchitektur: Künstlerische Gestaltung des Saals
- 1970: Fulda: Orangerie (Umgestaltung zum Bürgerhaus) (Arch. Hannes Hodes, Helmut Hodes) – Künstlerische Beratung; Ausstattung des „Großen Saals“ mit versilbertem Deckenspiegel; Gestaltung Garderobenfoyer
- 1970: Senden bei Ulm: Privathaus Erich Rittinghaus – Gestaltung Fassade und Hallenschwimmbad mit Glasmosaik
- 1971: München: Gymnasium Max-Josef-Stift – Gestaltung Eingangshalle und Pyramidenbrunnen
- 1971: Bad Tölz: Versorgungskrankenhaus (Arch. Haug) – Brunnenanlage am Schwesternhaus
- 1971: Wiesbaden: Raiffeisen- und Volksbanken-Versicherung Zentrale (Hochhaus) – Brunnenanlage auf dem Vorplatz
- 1971: Nieder-Olm: Sport- und Freizeitzentrum (Arch. Lutz Geller, Eugen Müller) – Wandgestaltung: Glasmosaik „Delphine“ an Stirnseite der Schwimmhalle
- 1971: Bayreuth: Rathaus (Arch. Carl Wölfel) – Fassadengestaltung: Glockenspiel aus Kupfer und Mosaik; Gedenktafel
- 1971: Düsseldorf: „Goldener-Dotz-Brunnen“ – Brunnen aus Bronze mit goldener Kugel
- 1973: Münster: Landesversicherungsanstalt (Arch. Ulrich E Fischer) – Künstlerische Gestaltung: Brunnen: Drei Prismen aus Sichtbeton, Innenflächen mit Glasmosaik; Wand- und Bodengestaltung Eingangshalle in Mosaik, Relief im Innenhof
- 1973: Nieder-Olm: Evangelische Kirche – Gestaltung Kirchentür und Brunnen „Petri Fischzug“ aus Bronze
- 1973: Nieder-Olm: Institutsneubau – Plastik „Winzerin“
- 1973: Zell am Ebersberg: Maria-Immaculata-Kirche (Arch. Traudel Martin, Erich Martin) – Künstlerische Ausgestaltung des Kirchenraums
- 1973: Falkenstein/Oberpfalz: St. Sebastian – Gestaltung der Eingangstreppe mit Bronzefiguren des hl. Wolfgang und des hl. Sebastian; „Volksaltar mit Ambo“; Gestaltung der Kirchenfenster
- 1973: Falkenstein/Oberpfalz: Marktplatzbrunnen – Brunnen aus Granit mit Marienfigur
- 1974: Kempten: Stadtsparkasse (Arch. Jens-Peter Weigelt) – Gestaltung der Fassade; Wandgestaltung mit Mosaik und Metallplastik in der Schalterhalle
- 1974: Rappenbügl/Oberpfalz: St. Josef-Kirche – Gestaltung Hochaltar
- 1974: Großostheim-Ringheim: St. Pius (Arch. Traudel Martin, Erich Martin) – Kirchenraumgestaltung: Fenstergestaltung „Kreuzrose“, Tabernakel, Bronze-Madonna
- 1974: Mainz: Residenzfilmtheater – Gestaltung Foyer und Treppenaufgang; Infosäule „Fernseher“
- 1974–75: Stuttgart: Hauptverwaltung der Sparkassen-Versicherung AG (Arch. Rolf Gutbrod) – Wandplastik „Schiffsburg“ im Foyer; Bodengestaltung „Silbersee“; Schwimmbeckenboden mit Mosaikstreifen aus Stein- und Glaswürfel
- 1975: München: Privathaus Dr. Mutter – Gestaltung Mosaikwand Privat-Schwimmbad
- 1975: Wetter/Ruhr: Verwaltungsbau Mannesmann-Demag – Wandgestaltung in der Kantine
- 1975: München: Kreissparkasse (Filiale Planegg) – Gestaltung der Schalterhalle: Mosaik
- 1975: Großhadern/München: Klinikum – Wandgestaltung Mosaikbild und Mosaikstreifen
- 1975: Kassel: „Cinema“-Kino (Arch. Ernst Brundig, Dieter Unger) – Neugestaltung Kinosaal
- 1976: Nürnberg: Raiffeisenzentralbank – Wandgestaltung Schalterhalle Mosaik, farbige Paneelen; Plastik: Bronzepferd
- 1976: Traitsching/Wilting: St. Leonhard (Arch. Franz Günthner) – Gestaltung des Altars und der Glasfenster
- 1976: Lambach: Hauskapelle im Kolping-Ferienheim (Arch. Franz Günthner) – Gesamte sakrale Ausstattung: Gestaltung der Glasfenster, der Madonna und des Altars
- 1976: München: „Europa“-Kino – Gestaltung der Inneneinrichtung/goldenes Giebeldach im Foyer
- 1976–1977: Rüsselsheim: Markt- und Gewerbebrunnen – Brunnenanlage aus Beton und Metall „der Bauer, die Familie, der Handel, das Gewerbe“
- 1977: Bad-Kissingen-Arnshausen: St.-Peter-und-Paul-Kirche (Arch. Traudel Martin, Erich Martin) – Gestaltung der Glasfenster „Kirchenpatrone St.-Peter-und-Paul“; Tabernakel
- 1977: Michelsneukirchen bei Falkenheim: Michaelsbrunnen
- 1977: Speyer: St. Hedwig (Arch. Grüner, Hoffmann, Scheuber) – Madonnenfigur aus Bronze
- 1978: Hamburg-Harburg: Petrus-Kirche (Arch. Georg Hinrichs, Eckhard Feddersen, Wolfgang von Herder) – Kirchenausstattung; Gestaltung der Glasfenster
- 1978: München: Matthäser-Filmpalast – Gestaltung der Eingangshalle
- 1978: Marienstein bei Falkenstein: St. Peter und Paul – Gestaltung der Glasfenster mit Bezeug zu Peter und Paul
- 1979: Bad Gögging: Limes-Therme – Bronzeplastik auf Sockel in Schwimmhalle
- 1979: Hanau: Landeszentralbank – Gestaltung des Innenhofs: Brunnen mit Wasserglocke
- 1979: München: Telegrafenamt am Hauptbahnhof – Plastik „Rose“
- 1980: Bielefeld: Deutsche Bank (Arch. Helmut Streich) – reliefartig gestaltete Bronzekugel in Schalterhalle
- 1980: München: Zahnärztehaus Bayern (Arch. Peter Lanz) – Plastik Bronzesäule, Gestaltung Eingangshalle: Wandbilder in Blautönen
- 1981: Ingolstadt: Deutsche Bank – Gestaltung Schalterhalle: farbige Wandvertäfelung (Öl auf Holz)
- 1981: Eggenfelden/Niederbayern: Plastik „St. Michael“ – Brunnenplastik
- 1981: Frankfurt/M: Paul-Ehrlich-Haus – Bronzeplastik
- 1982: Stuttgart: Neue Liederhalle (Arch. Rolf Gutbrod) – Umbau: Bar-Gestaltung
- 1982: Ingolstadt: Pfarrkirche St. Martin – Gestaltung der Glasfenster, Altar und Tabernakel
- 1982: Schwandorf am Kreuzberg: Wallfahrtskirche Marienmünster – Gestaltung Eingangstor Heilige Therese „Lissieux“
- 1983: Lübeck: Handelsbank – Wandgestaltung: Sechs Fotomontageplatten, Bronzesäule und Plastik
- 1983: München: Deutsche Bank (Arch. Claus Winkler, Edwin Effinger) – Pyramide aus Bronze, Deckenspiegel
- 1983: München: Bay-Wa AG Zentrale (Arch. Toby Schmidbauer) – Wandgestaltung Eingangshalle „Landmann“ aus Bronze, Wandgestaltung Polymentversilberung auf Kreide, Enkaustik
- 1983: München: Mariahilfbrunnen
- 1983: Augsburg: Bayrische Raiffeisenzentralbank AG (Arch. Alexander Freiherr von Branca) – Gestaltung der Schalterhalle: achteteckige Decke „silberblauer Himmel“
- 1985: Friedberg: Stadtkirche – Glasfenster „Europa“
- 1985: München: Arag-Versicherung – Gestaltung Eingangshalle mit großer Bronzekugel; Gemälde „Schutzengel“, Plastik „Menschenturm“, Wandflächengestaltung
- 1985: Nieder-Olm: Familiengrab Ludwig Eckes – Entwurf und Gestaltung Grabplatte für Ludwig Eckes
- 1986: Kriftel: Berufsschulzentrum: Konrad-Adenauer-Schule (Arch. Gerhard Bremmer) – Gestaltung Bleiglasfenster „Lebensbaum“; Stele im Eingangsbereich
- 1987: Friedberg: Zunftbrunnen

## Auswahl von Kunsttechniken

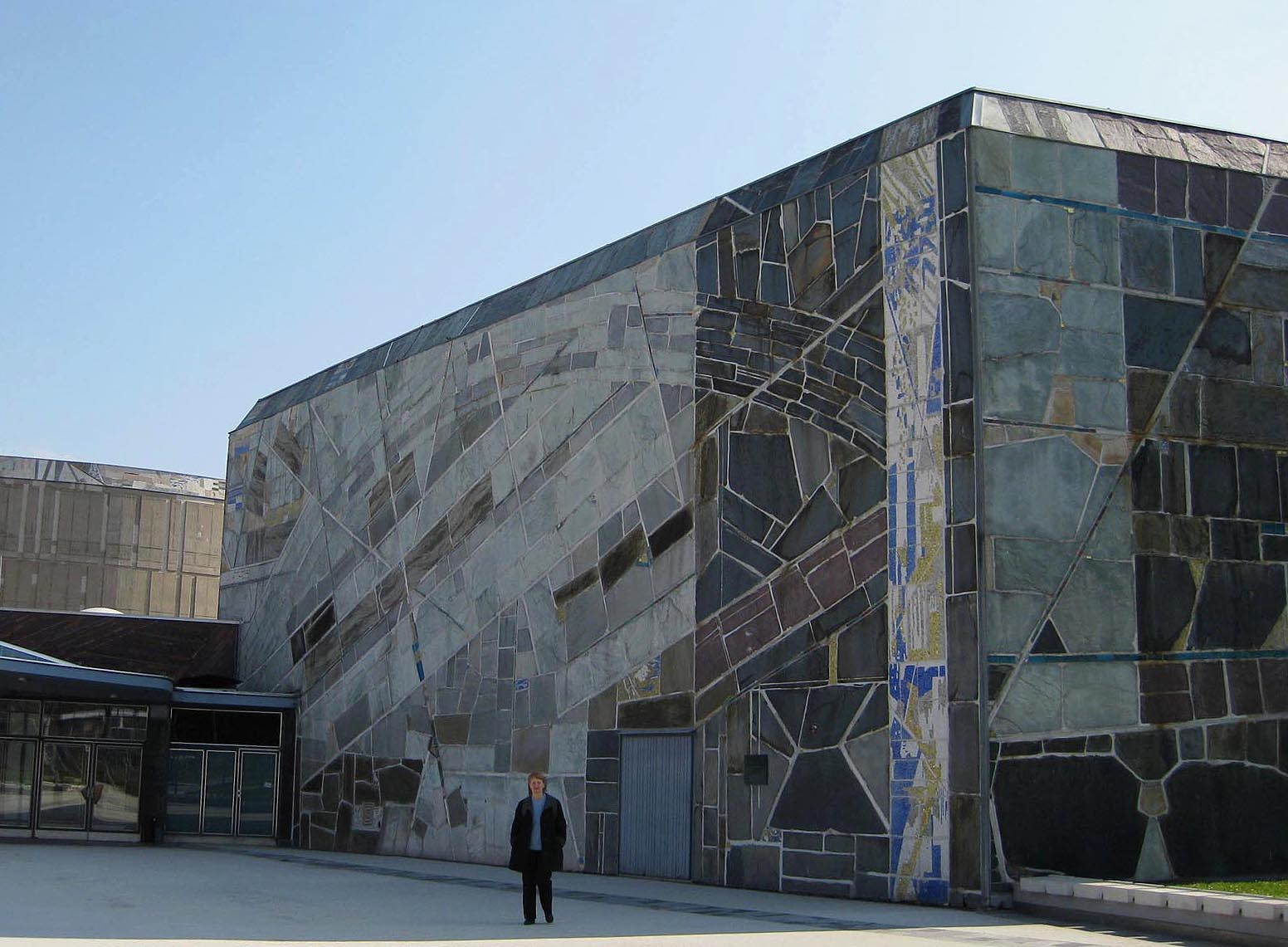
Fassade der Stuttgarter Liederhalle

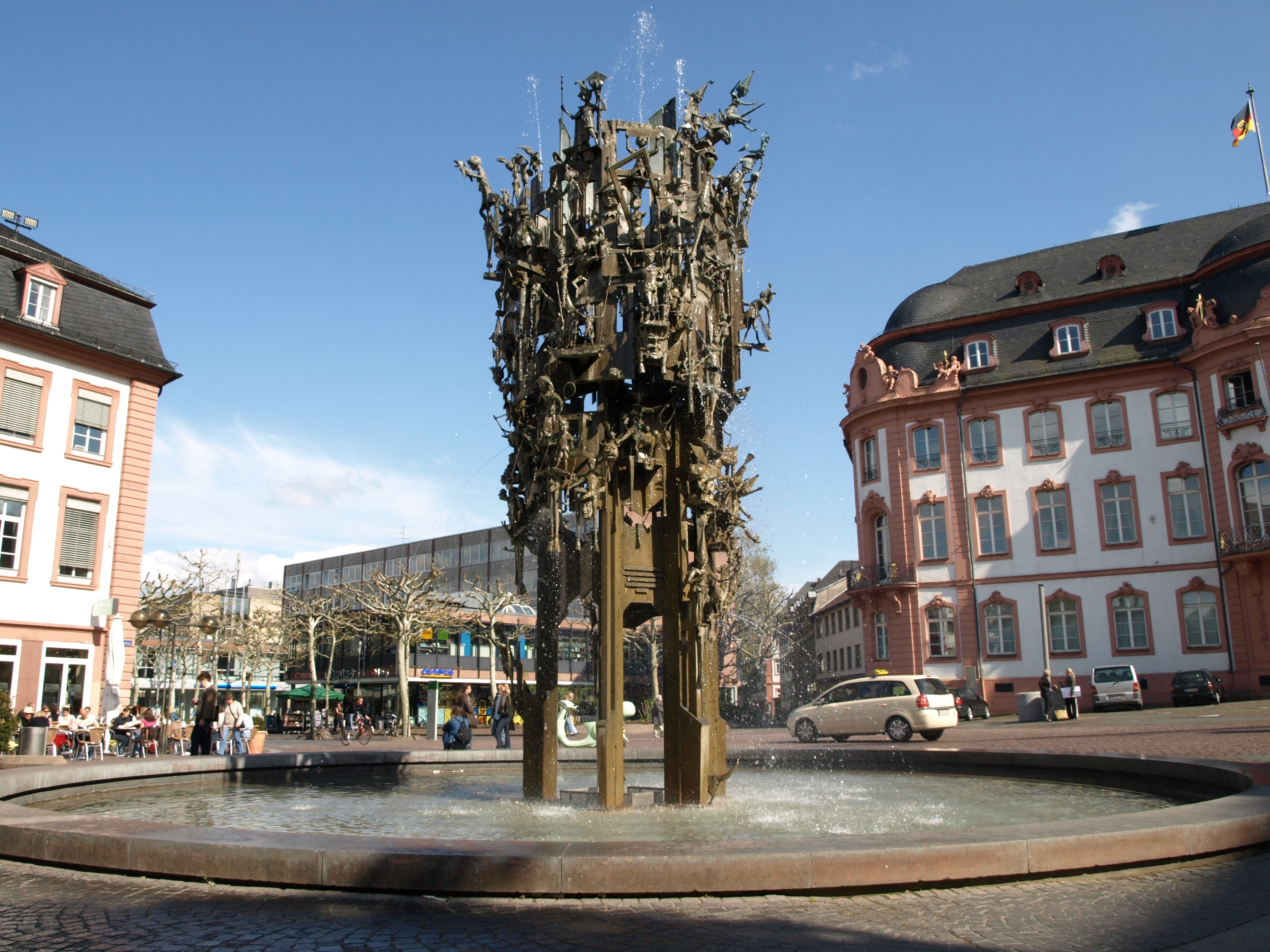
Fastnachtsbrunnen Mainz

### Glasmalereien
Sprengs Glasmalereien sind unter anderem in der Friedberger Stadtkirche zu finden.

### Wandmalereien
Seine Wandmalereien befinden sich in der Stuttgarter Liederhalle (1956), im Treppenhaus des Landgerichtsgebäudes Coburg (1953), in der Regierung von Unterfranken in Würzburg, in der Stadthalle Dillingen (1961), im Bahnhofsgebäude Landshut sowie in Eichstätt in der Kapelle des Salesianerklosters, in der er u. a. die Altarwand in der Technik der Enkaustik gestaltete.

### Mosaikarbeiten
Seine Mosaikarbeiten sind bei der Fassade der Hoechst Verwaltung in Frankfurt a. M., sowie im Innenraum der Lutherkirche in Neutraubling, ebenso in der Kapelle des Salesianums in Rosental und bei der Rückwand des Chorgestühls in der Kirche im Städtischen Altersheim in München-Schwabing und in der Mannheimer Paul-Gerhardt-Kirche. 2001 entdeckte man seine goldene Mosaikarbeit im Indanthren-Haus, Weinstraße 3 München.
Im Wormser Theater findet man ebenfalls Mosaikarbeiten, deren Entwurf für den Steinfußboden von Blasius Spreng stammen, ausgeführt wurde er von Hans Sedlacek, München. Es handelt sich um Motive zu Theater und Musik.
Im Foyer des Geologischen Dienstes NRW in Krefeld befindet sich ein großes Wandrelief von Blasius Spreng aus dem Jahre 1969. Es handelt sich um Themen der Geologie und Erdgeschichte, die dort verarbeitet worden sind.

### Bildhauerarbeiten
Bildhauerische Arbeiten sind der Fastnachtsbrunnen Mainz (1967), die Pfalzsäule Ludwigshafen und der Granitbrunnen für die Marienfigur am Marktplatz von Falkenstein. Der Goldene-Dotz-Brunnen in Düsseldorf (1971) hat sich baulich vor Ort so verändert, sodass nur noch ein „MultiCubus“ auf dem Platz neben dem Dreicubenhaus in der Kaiserstraße verbleibt.

### Umfassendes Werk
In der Kloster- und Pfarrkirche Zu Unserer Lieben Frau vom Kreuzberg in Schwandorf vereinigte er sein ganzes Schaffen aus Wandmalerei - Mosaikarbeiten und Bildhauerarbeiten.

## Ausstellungen
- Italienische Landschaften: 8. Juli bis 9. August 1973 im Evang. Pfarrhaus, Feldkirchen.
- Ausstellung Sollen Künstler: 4. bis 12. Juli 1981, Günther-Stöhr-Gymnasium, München-Solln. 6. Mai bis 3. Juni 1986 in der DG Bank Bayern, Augsburg.
- 100. Geburtstag von Prof. Blasius Spreng: 4. bis 30. Januar 2014 im Atrium, Bad Birnbach.

### Biographie
- Spreng, Blasius. In: Hans Vollmer (Hrsg.): Allgemeines Lexikon der bildenden Künstler des XX. Jahrhunderts. Band 4: Q–U. E. A. Seemann, Leipzig 1958, S. 333 (Textarchiv – Internet Archive – Leseprobe).
- Fritz Richard Barran: Kunst am Bau heute: Wandbild, Relief und Plastik in der Baukunst der Gegenwart. Art and architecture today. Verlag J. Hoffmann, 1964.

### Zu seinen Arbeiten

#### Primärliteratur
- Karl Hocheder, Blasius Spreng, Josef Widmann: Der Wiederaufbau des Residenztheaters in München (Festgabe zur Eröffnung des Residenztheaters in München, von der Bauunternehmung Josef Widmann herausgebracht. Zeichnungen von Karl Hocheder, Originalradierungen von Blasius Spreng.)
- Blasius Spreng: Geheimnis Fastnachtsbrunnen. Hrsg.: Hans Jörg Jacobi. Erasmus, Mainz 1994 (mit einem Essay von Gottfried Edel und einem Vortrag von Rudi Henkel).

#### Sekundärliteratur
- Die Wandbilder von Blasius Spreng im Domgymnasium und in der Bauschule Regensburg. In: Baufach-Nachrichten für den ostbayerischen Raum. Band 19/20, 1953, S. 17–19.
- Karl Schramm: Der Fastnachtsbrunnen in Mainz. Krach, Mainz 1969.
- Guido Harbers: Stuttgarts neue Liederhalle. In: Die Kunst und das schöne Heim. Band 55 (1956/57). Krach, Mainz, S. 300–305.
- Eberhard Grunsky: Zur Denkmalbedeutung der Stuttgarter Liederhalle. In: Denkmalpflege in Baden-Württemberg. Band 16. Krach, Mainz 1987, S. 91–112.
- Klaus Mayer: Brunnen der Freude: Meditationen zum Mainzer Fastnachtsbrunnen. Echter-Verlag, Würzburg 1981.
- Neue Lehrer an der Akademie der Bildenden Künste:Irma Goecke, Ernst Andreas Rauch, Otto Michael Schmitt, Blasius Spreng; Ausstellung; [Städtische Galerie am Königstor, September – Dezember 1941]. Galerien u. Kunstsammlungen, Nürnberg 1941.
- Klaus Benz: Sprudelnde Mainzer Lebensfreude: der Fastnachtsbrunnen. Schmidt, Mainz 2011 (Ludwig- und Peter-Eckes-Familienstiftungen. Mit Fotogr. von Klaus Benz).
- Spreng, Blasius. In: Oberste Baubehörde München (Hrsg.): Bildwerk Bauwerk Kunstwerk – 30 Jahre Kunst und Staatliches Bauen in Bayern. Bruckmann, München 1990, ISBN 3-7654-2308-4, S. 280–281.